# Adriana Villagrán
Adriana Villagrán (Buenos Aires, 7 agosto 1956) è un'ex tennista argentina.

## Biografia
Durante la sua carriera giunse in finale nel doppio al Roland Garros nel 1980  perdendo contro la coppia composta da Kathy Jordan e Anne Smith in due set (6-1, 6-0), la sua compagna nell'occasione era Ivanna Madruga. Non riuscì a superare il secondo turno al Torneo di Wimbledon del 1986 e nelle due edizioni dell'US Open: 1986 e 1987.
Nel singolare giunse al terzo turno all'Open di Francia del 1985